# Rafik Khennouf
 (mars 2021).
Si vous disposez d'ouvrages ou d'articles de référence ou si vous connaissez des sites web de qualité traitant du thème abordé ici, merci de compléter l'article en donnant les références utiles à sa vérifiabilité et en les liant à la section « Notes et références ».
Rafik Khennouf (en arabe : رفيق خنوف) est un footballeur algérien né le 9 mars 1971 en Algérie. Il évoluait au poste de défenseur.

## Biographie
Rafik Khennouf évolue avec le MO Constantine et la JSM Béjaïa.
Il dispute 38 matchs en première division algérienne, inscrivant deux buts, entre 2002 et 2004. Ses statistiques d'avant 2002 ne sont pas connues.